# Riso Scotti
Riso Scotti este unul dintre cei mai mari producători de orez din Italia.
Compania Riso Scotti a fost înființată de familia Scotti în 1860, diversificându-și activitatea în toate domeniile industriei orezului; de la cultivare agricolă și morărit până la fabricarea unor specialități alimentare pe bază de orez.
Riso Scotti este și un jucător pe piața alimentară italiană, producând cereale pentru micul dejun, condimente și diverse alternative pentru pâine.
Compania mai produce mâncare pentru animale și mai deține o capacitate de producție a mâncărurilor proaspete și congelate.
Grupul Riso Scotti a avut în 2003 vânzări de aproape 150 de milioane de euro.
În România, compania deține 2.000 de hectare de teren și două fabrici, la București (unitate care realizează orez expandat și tartine din orez expandat) și Giurgeni (orez).